# وزارة شؤون المجالس النيابية (مصر)
وزارة شئون المجالس النيابية عُرفت سابقًا بأسماء «وزارة الدولة للشؤون القانونية والمجالس النيابية»، «وزارة الدولة لشؤون مجلسي الشعب والشورى»، «وزارة شؤون مجلس النواب»، «وزارة العدالة الانتقالية ومجلس النواب»، «وزارة شؤون مجلس النواب» وحالياً هي «وزارة شؤون المجالس النيابية» وهي الوزارة المسؤولة عن شؤون المجالس النيابية في جمهورية مصر العربية. ويتولاها حالياً المستشار / محمود فوزي عبد الباري.

## المجالس النيابية
- مجلس الأمة أو مجلس الشعب أو مجلس النواب
- مجلس شورى النواب أو مجلس الشيوخ أو مجلس الشورى

## الوزراء
- محمود فوزي عبد الباري
- علاء الدين فؤاد.
- عمر مروان[1]
- مجدي العجاتي
- إبراهيم الهنيدي
- حاتم بجاتو
- عمر سالم
- محمد محسوب
- مفيد شهاب
- كمال الشاذلي
- محمد زكي أبو عامر

## وصلات خارجية
- الموقع الرسمي